# Яніна Охойська
Яніна Марія Охойська-Оконська (іноді Янка Охойська; пол. Janina Maria Ochojska-Okońska; нар. 12 березня 1955, Гданськ) — польська громадська діячка, астрономка. Засновниця і президентка неурядової організації «Польська гуманітарна акція» (пол. Polska Akcja Humanitarna).

## Життєпис
Народилася 12 березня 1955 року в Гданську.
Закінчила ліцей у м. Забже, студії з астрономії в Університеті Миколи Коперника в Торуні. У 1975—1980 роках — діячка Академічного душпастирства в Торуні.

### Відзнаки, нагороди
- Відзнака Фундації POLCUL з Австралії (1993)
- Жінка Європи 1994 (від Європейського співтовариства, Брюссель)
- Медаль Святого Юрія (від «Тигодніка повшехного» 1994),
- Премія Pax Christi International Peace Award (1995)
- Відзнака Ацуши Наката (Меморіал Японія, 1996)
- Нагорода імені Яна Карського «За відвагу і серце» (Американський культурний центр і Freedom House у Вашингтоні, округ Колумбія 2002),
- Орден Почесного легіону, ступінь Кавалер (нагорода Президента Французької Республіки, 2003)
- Нагорода імені ксьондза Юзефа Тішнера (2006).
- Нагорода імені Єжмановських (пол. Jerzmanowskich, 2009).
- Нагорода Леха Валенси (2010)
- Командорський хрест ордена Відродження Польщі (2011).
- Нагорода «Humanitarian Hero of the Year» (2011).
- Нагорода «Grand Prix Traveller» (2012).